# Dumitru Dragomir
Dumitru Dragomir (n. 30 mai 1946, Bălcești, România) este un fost fotbalist, patron de club de fotbal și om politic român, care a ocupat funcția de președinte al Ligii Profesioniste de Fotbal în perioada 1996-2013. De asemenea acesta a ocupat funcția de deputat din partea PRM în legislaturile 2000-2004 și 2004-2008.

## Activitatea profesională
În 1977 devine președinte al clubului de fotbal Chimia Râmnicu Vâlcea. Timp de zece ani se perindă la conducerile echipelor Olt Scornicești și FCM Brașov, pentru ca între 1987 și 1989 să conducă echipa de fotbal a Miliției, Victoria București. Pentru abuz în serviciu săvârșit în acea perioadă, a fost condamnat la 7 luni de închisoare în 1990, o parte din staff-ul managerial fiind anchetați. Aceasta a fost a doua sa condamnare, după ce la 24 noiembrie 1976 primise o pedeapsă de 3 luni de închisoare pentru practicarea ilegală a jocurilor de noroc (poker și barbut). În noiembrie 2016, Dumitru Dragomir a fost condamnat la 7 ani de închisoare într-un dosar legat de drepturile de televizare a meciurilor de fotbal.
În 2020 Dumitru Dragomir a declarat că încasează 3 pensii de la Stat.

## Liga Profesionistă de Fotbal
Dragomir face parte din structurile LPF încă de la înființarea forului, în 1992. A ocupat inițial funcția de vicepreședinte, între 1992 și 1996, în timpul mandatului deținut de Mircea Angelescu, pentru ca după retragerea acestuia în 1996, să devină președinte. A fost reales în 2000 și 2005, doar în 2000 având un contracandidat, în persoana lui Gino Iorgulescu, pe care l-a învins cu 11 voturi la 5.
În 2009 a câștigat al patrulea mandat în fruntea LPF, neavând nici de această dată un opozant. Dintre cele 18 cluburi ale Ligii I, 16 l-au votat pe Dragomir, Unirea Urziceni s-a abținut de la vot, iar Pandurii Târgu Jiu nu a avut reprezentant la Adunarea Generală.

## Activitatea în presă
În 1991, împreună cu Dobrescu Nicolae, a lansat cotidianul sportiv „Sportul Românesc”, care îl avea în funcția de redactor-șef pe Ovidiu Ioanițoaia. În 1997 ziarul a dispărut după ce fusese părăsit de echipa redacțională care a fondat un alt cotidian sportiv, Pro Sport. În 1998 Dragomir a lansat ziarul de scandal „Atac la persoană”, administrat de Nicolae Dobrescu. Retorica antisemită și xenofobă a acestui ziar l-a adus pe Dragomir în atenția Ligii Antidefăimare de la New York, care la rândul său a sesizat FIFA, care l-a sanctionat pe Dragomir cu avertisment.

## Cariera politică
Între 2000 și 2008 a fost deputat în Parlamentul României din partea Partidului România Mare. A candidat la postul de primar general la Alegerile locale din București, 2004 din partea aceluiași partid. În legislatura 2000-2004, Dumitru Dragomir a fost membru în grupurile parlamentare de prietenie cu Marele Ducat de Luxemburg și Republica Indonezia iar în legislatura 2004-2008 a fost membru în grupul parlamentar de prietenie cu Republica Cipru.
A părăsit PRM pe data de 7 august 2008, transmițând decizia sa prin fax conducerii PRM. Motivul demisiei a fost cota scăzută la care se afla în acel moment PRM, sub pragul electoral, ceea ce nu i-ar fi permis să obțină un nou mandat de parlamentar. După demisia din PRM, Dumitru Dragomir s-a orientat spre PD-L, pentru a candida la alegerile parlamentare într-un colegiu din județul Olt sau din Moldova. Conform declarației de presă susținută de Emil Boc, PD-L a respins candidatura lui Dumitru Dragomir.

## Lucrări publicate
- Meciurile vieții mele, 2016

## Acuzații de corupție
Pe 5 mai 2008 Dumitru Dragomir a fost trimis în judecată de procurorii DNA pentru infracțiunea de luare de mită. În același dosar a fost trimis în judecată și viitorul președinte al LPF Gino Iorgulescu.
Pe 22 octombrie 2012 Înalta Curte de Casație și Justiție l-a achitat definitiv pe Dumitru Dragomir în acest dosar.
Pe 17 iunie 2013 Dragomir Dumitru, a fost trimis în judecată pentru săvârșirea infracțiunilor de abuz în serviciu, uz de influență ori autoritate în scopul obținerii de foloase necuvenite și sustragere de sub sechestru în fosarul dezafilierii echipei de fotbal Universitatea Craiova. În același dosar a fost trimis în judecată și fostul președinte al FRF Mircea Sandu.
Pe 14 noiembrie 2014 Dumitru Dragomir a fost trimis în judecată de către procurorii de la Parchetul de pe lângă Tribunalul București pentru săvârșirii infracțiunilor de evaziune fiscală și delapidare. Pe 13 noiembrie 2018 Curtea de Apel București l-a achitat definitiv pe acesta în acest dosar.
Pe 15 iunie 2017 Dumitru Dragmir a fost achitat definitiv de Curtea de Apel București în dosarul dezafilierii Clubului de Fotbal Universitatea Craiova
Pe 22 august 2017 Dumitru Dragomir a fost din nou trimis în judecată de DNA. De această dată a fost acuzat de luare de mită și complicitate la spălare de bani într-un dosar privind acordarea licențelor de transmisiune a meciurilor de fotbal din Liga 1.